# Campodenno
Campodenno – miejscowość i gmina we Włoszech, w regionie Trydent-Górna Adyga, w prowincji Trydent.
Według danych na rok 2004 gminę zamieszkiwało 1436 osób, 57,4 os./km².